# Râul Trohana
Râul Trohana este un curs de apă, afluent al râului Netezi. 

## Hărți
- Parcul Vânători-Neamț